# Willem de Poorter
Willem de Poorter (Haarlem, 1608- Haarlem, 1668) fue un pintor neerlandés. 

## Biografía
Está documentado como un pintor activo en Haarlem —donde fue miembro del Gremio de San Lucas— entre 1635 y 1648 y en Wijk desde 1645. Fue probablemente alumno de Rembrandt, del que denota una clara influencia. Realizó cuadros históricos y mitológicos, así como naturalezas muertas, de las que destacan sus vanitas especializadas en armas de guerra, corazas y banderas, con uso del claroscuro y una delicada tonalidad. Fue autor de varias Alegoría de la vanidad (1635-1640, The National Gallery, Londres; y 1645-1650, colección privada, Múnich).

## Galería

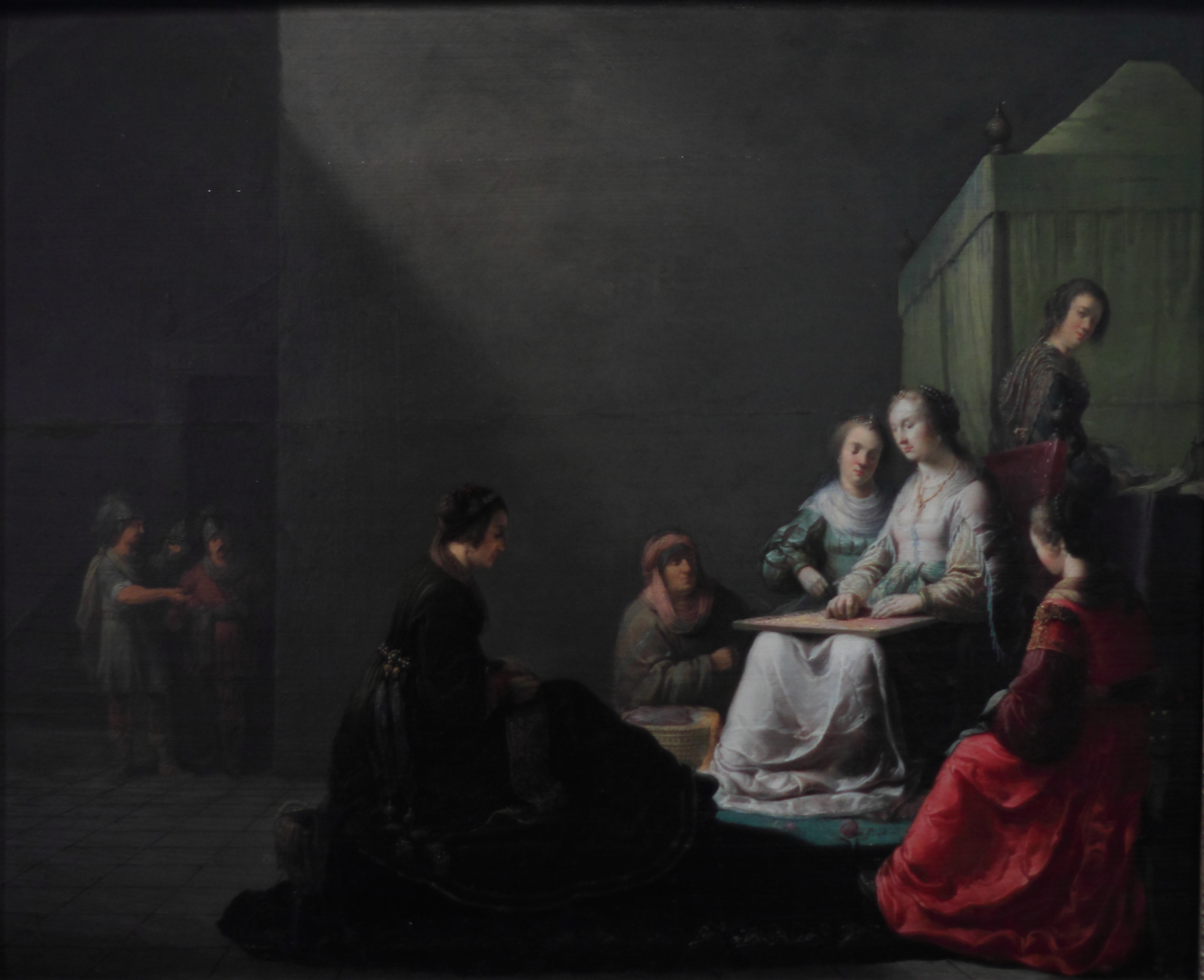
Lucrecia en el trabajo (1633), Museo de los Agustinos, Toulouse
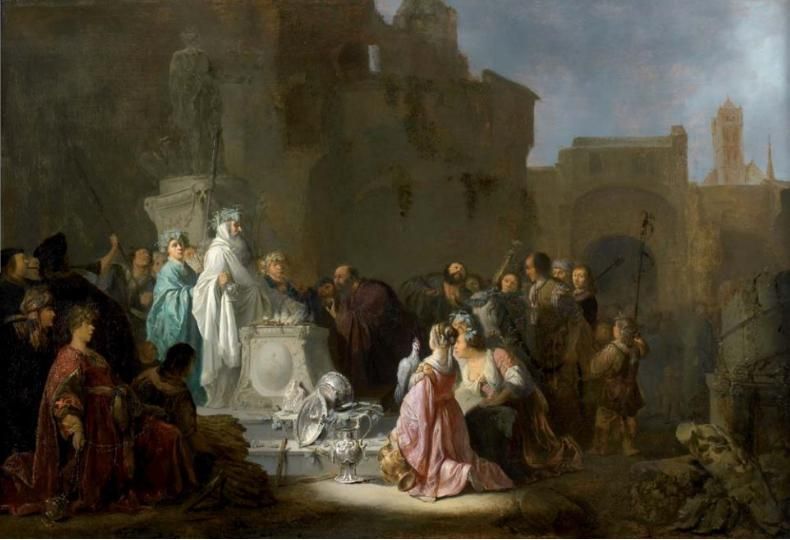
San Pablo y san Bernabé en Lystra (1636)
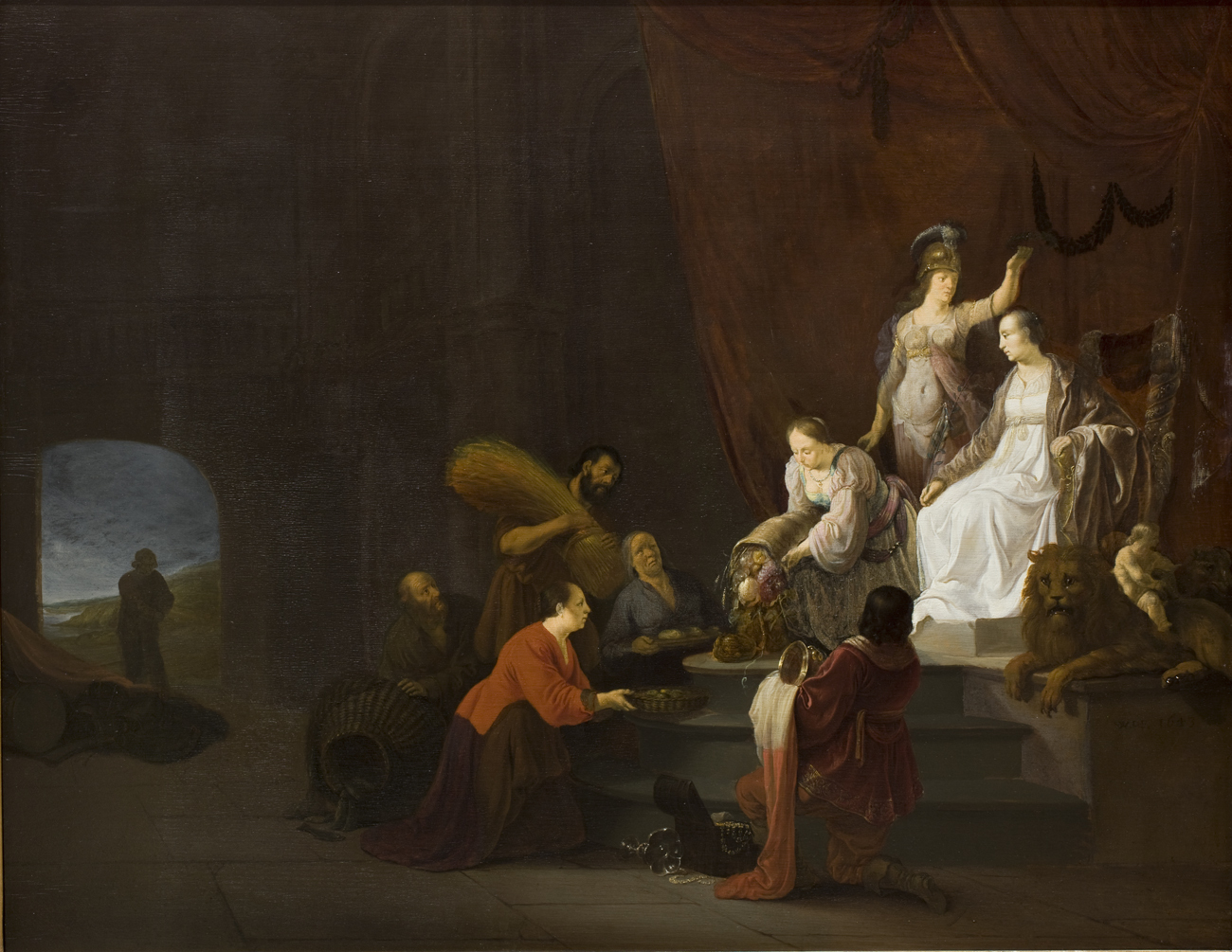
Alegoría de la paz. Pax coronada por Minerva (1643), Galería Nacional de Dinamarca, Copenhague
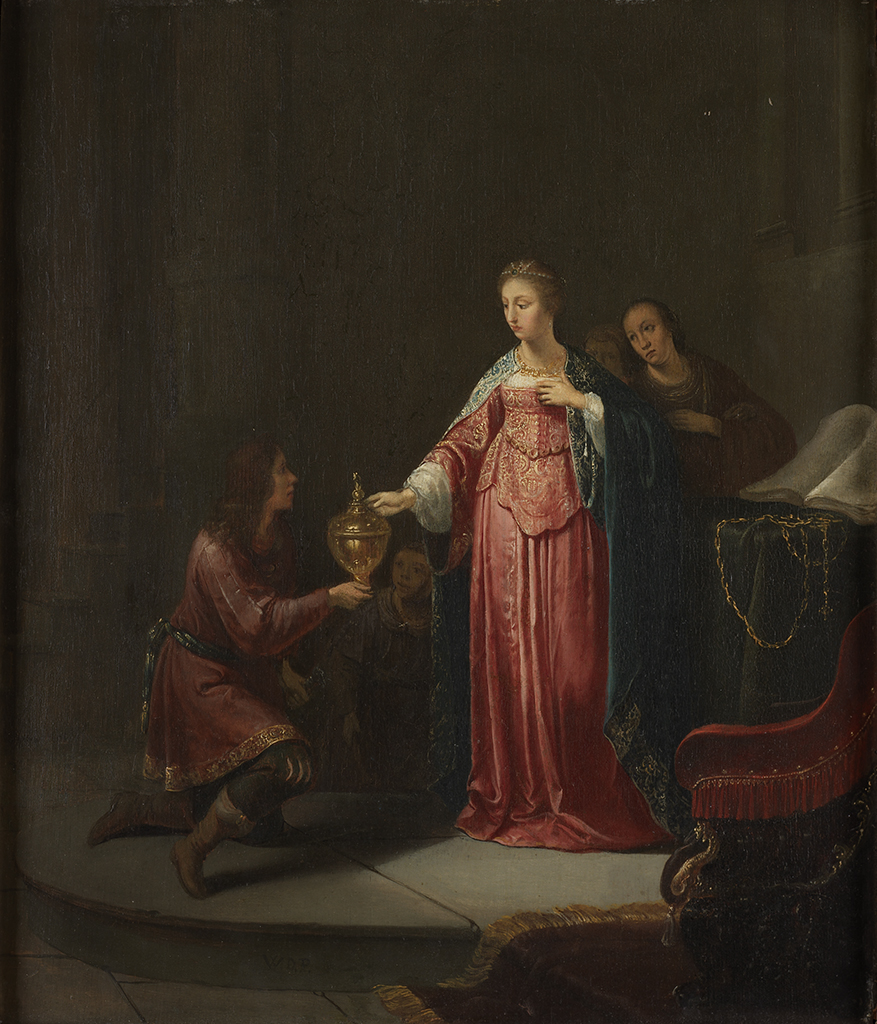
Artemisia recibe las cenizas de Mausolo, Rhode Island School of Design Museum, Providence (Rhode Island)
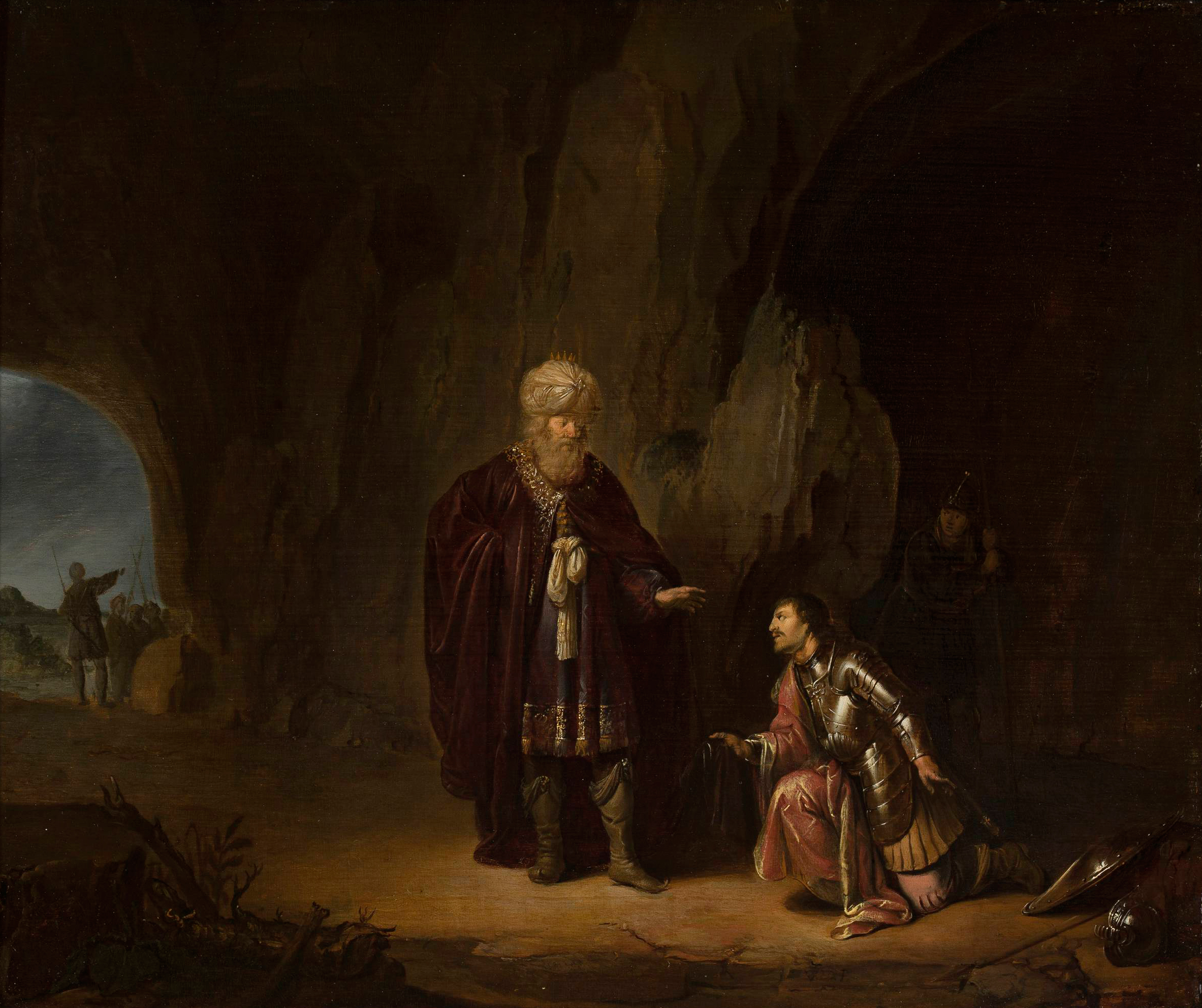
Saúl y David en la cueva de En-Gedi, Museo Nacional de Varsovia
Alegoría de la vanidad, Museo Nacional de Estocolmo
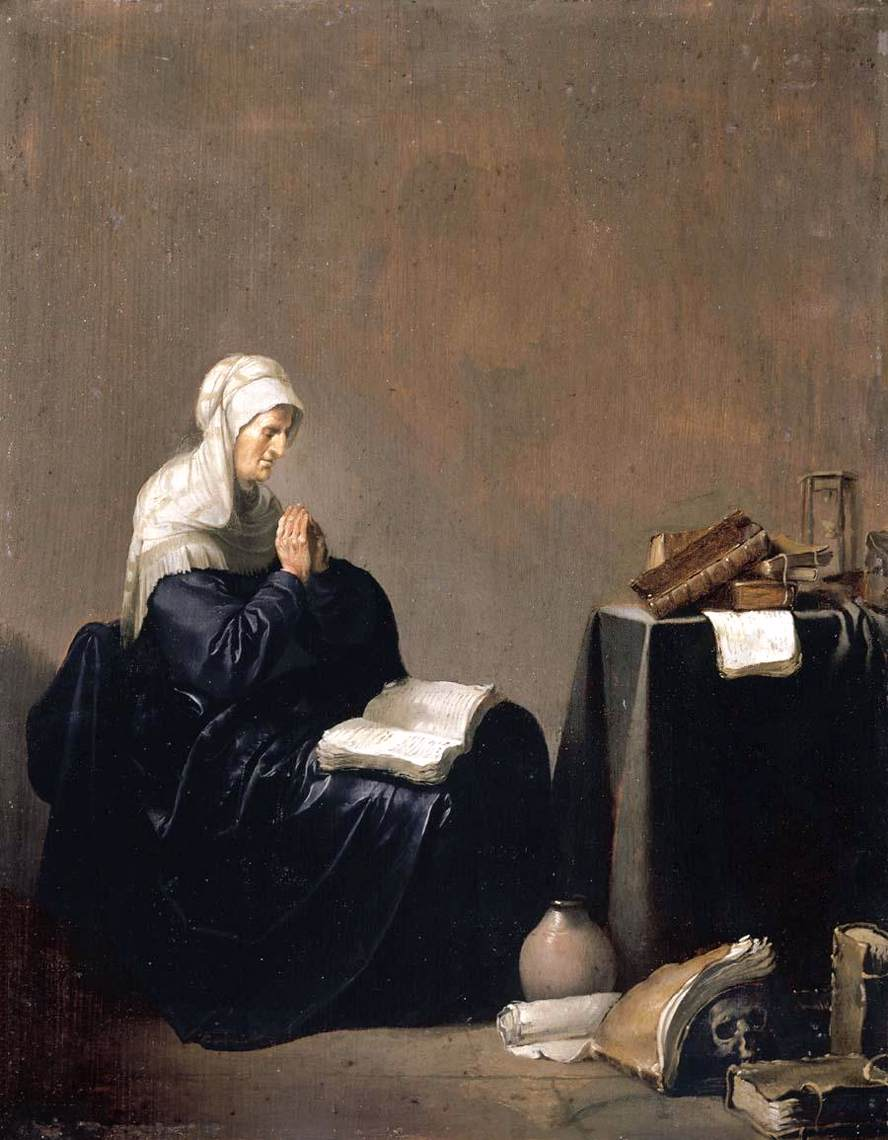
Mujer rezando, colección privada
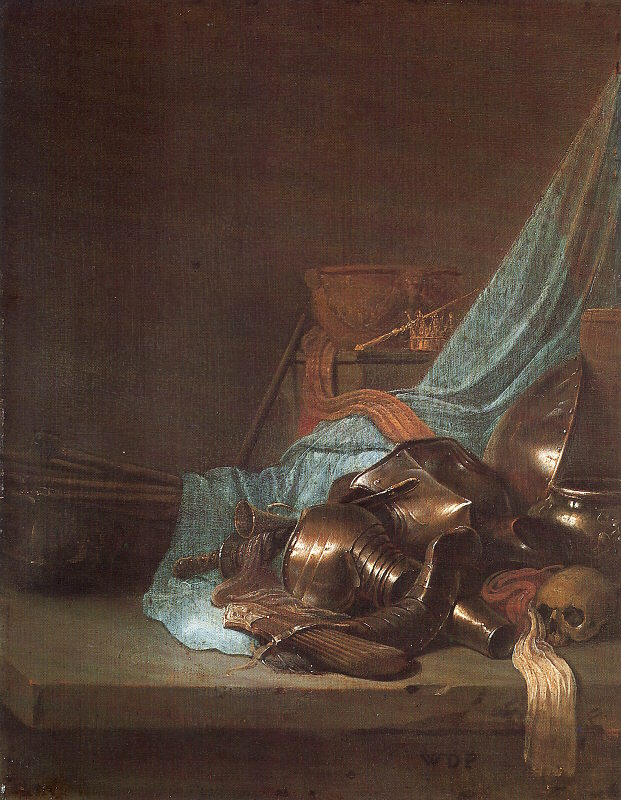
Bodegón con armas y banderas